# Cour d'assises spéciale
Exception du droit français, la cour d'assises spéciale (parce que spécialement composée) est compétente pour statuer sur les crimes commis en matière de terrorisme et de trafic de stupéfiants en bande organisée.

## Historique et composition
La cour d'assises spéciale est créée en 1982 après la disparition de la Cour de sûreté de l'État.  En 1986, sa compétence est élargie pour juger les crimes de terrorisme, précédemment jugés par une cour d'assises normale. La raison en est, qu'en 1986, des jurés ont été menacés par des accusés et ont par la suite refusé de siéger. Cela explique que le législateur ait décidé de faire juger les crimes de terrorisme par des magistrats professionnels. Sa compétence est étendue aux crimes de trafic de stupéfiants en bande organisée en 1992. La cour d'assises spéciale est aussi compétente pour les infractions militaires, les crimes de droit commun commis dans l’exécution de leur service par les militaires lorsqu’il y a un risque de divulgation d’un secret de la défense nationale, certains crimes contre les intérêts fondamentaux de la nation.  
La cour d’assises spéciale réunit un président et 4 assesseurs en première instance et 6 en appel, tous magistrats.
Pour les crimes de terrorisme, sa compétence est nationale et son siège est à Paris. Pour les autres crimes, il existe une cour d’assises spéciale dans le ressort de chaque cour d'appel.